# Helena Shidyanskaya
Helena Shidyanskaya , född 1755, död 1849, var en rysk-grekisk befälhavare. 
Hon var befälhavare för det så kallade 'Amazonkompaniet' som bildats av Grigorij Potemkin inför Katarina den storas besök på Krim 1787. Potemkin hade talat med Katarina om de grekiska amasonerna och om det mod han tyckt sig märka hos de grekiska kvinnorna på Krim, och inför Katarinas besök 1787 bildade Potemkin ett amasonkompani av grekiskättade kvinnor på Krim för att uppvakta kejsarinnan under hennes besök. Kompaniet varade bara under Katarinas besök och tjänstgjorde aldrig i strid, men det existerade dock formellt, och Helena Shidyanskaya, som utsågs till dess befälhavare, räknas som Rysslands första kvinnliga tjänstgörande befäl. 